# 3DMLW
3DMLW (на английском языке 3D Markup Language for Web) это базирующийся на XML формат файла для передачи в Интернете трёхмерного (3D) и двухмерного (2D) интерактивного содержания.
Для просмотра 3DMLW на компьютере должен быть установлен плагин 3DMLW, видеокарта должна поддерживать OpenGL. Плагин 3DMLW разработан фирмой «3D Technologies R&D» для наиболее распространённых веб-браузеров (Internet Explorer, Mozilla Firefox, Opera и т. д.).

## Формат
3DMLW — это текстовый формат, основанный на XML версии 1.0. В 3DMLW 2D и 3D содержимое разделено, но они могут отображаться один поверх другого. 3DMLW поддерживает форматы .3ds, .obj, .an8 и .blend 3D моделей.
Файлы 3DMLW имеют расширение .3dmlw (например, auto.3dmlw). Подобно HTML, различные файлы 3DMLW можно объединять, и в формате 3DMLW можно добавить ссылку также и на файлы HTML.
Пример файла 3DMLW:
```
<?xml version='1.0' standalone='no'?>

<document>

  
<content2d>

    
<area
 
width=
'200'
 
height=
'100'
 
color=
'#C0C0C0FF'
 
texture=
'flower.png'
 
/>

  
</content2d>

  
<content3d
 
id=
'content'
 
camera=
'{#cam}'
>

    
<camera
 
id=
'cam'
 
class=
'cam_rotation'
 
y=
'10'
 
z=
'40'
 
viewy=
'10'
/>

    
<box
 
name=
'ground'
 
width=
'100'
 
height=
'2'
 
depth=
'100'
 
color=
'green'
 
class=
'ground'
 
/>

    
<box
 
name=
'dynamic'
 
y=
'20'
 
width=
'10'
 
height=
'10'
 
depth=
'10'
 
color=
'blue'
 
/>

  
</content3d>

</document>

```

## Плагин 3DMLW
Для отображения 3DMLW необходим или плагин для браузера, или самостоятельный 3DMLW браузер. Движок визуализации 3DMLW использует OpenGL — де-факто почти оптимальное решение для отображения 3D и 2D графики на персональном компьютере. 3D Technologies R&D (компания, разрабатывающая 3DMLW) анонсирует, что в ближайшем будущем также будет поддержка DirectX или других систем отображения 3D графики.
В настоящий момент доступен плагин 3DMLW для следующих браузеров: Internet Explorer, Mozilla Firefox, Opera, Google Chrome

## Редактор 3DMLW
Quantum Hog — программа для создания и редактирования документов .3dmlw. На данный момент находится на стадии бета-тестирования, изначально поддерживает скелетную анимацию, движок частиц, файлы Blender и др.

## Альтернативы
- VRML / X3D
- COLLADA — управляется Khronos Group
- O3D — разработан Google
- U3D — стандарт Ecma International ECMA-363
- VET — Viewpoint Experienced Technology (интерактивная технология 3D-визуализации)